# Myrocarpus fastigiatus
Myrocarpus fastigiatus är en ärtväxtart som beskrevs av Allemao. Myrocarpus fastigiatus ingår i släktet Myrocarpus och familjen ärtväxter. Inga underarter finns listade i Catalogue of Life.